# Anastasia Jermakova
Anastasia Nikolajevna Jermakova (ryska: Анастасия Николаевна Ермакова), född den 8 april 1983 i Moskva i Ryska SFSR i Sovjetunionen (nu Ryssland), är en rysk konstsimmare.
Hon tog OS-guld i duett i konstsim och även OS-guld i lagtävlingen i konstsim i samband med de olympiska konstsimstävlingarna 2004 i Aten.
Hon tog därefter OS-guld igen i duett i konstsim och även OS-guld i lagtävlingen i konstsim i samband med de olympiska konstsimstävlingarna 2008 i Peking.